# Seine-et-Marne
Seine-et-Marne (IPA: [ˌsɛneˈmaʁn]) a 83 eredeti département egyike, amelyeket a francia forradalom alatt 1790. március 4-én hoztak létre.

## Elhelyezkedése
A Franciaország középső részén, Île-de-France régióban található megyét keletről Aisne, Marne és Aube, délről Yonne és Loiret, nyugatról Essonne, Val-de-Marne és Seine-Saint-Denis, északról pedig Val-d’Oise és Oise megyék határolják.

## Települések
A megye legnagyobb települései és lakosságuk száma 2011-ben:

| Település             | Népesség |
| --------------------- | -------- |
| Meaux                 | 50 755   |
| Chelles               | 52 779   |
| Melun                 | 39 497   |
| Pontault-Combault     | 36 458   |
| Savigny-le-Temple     | 28 599   |
| Champs-sur-Marne      | 24 418   |
| Bussy-Saint-Georges   | 23 341   |
| Torcy                 | 22 425   |
| Villeparisis          | 24 122   |
| Le Mée-sur-Seine      | 20 609   |
| Combs-la-Ville        | 21 554   |
| Dammarie-lès-Lys      | 20 722   |
| Ozoir-la-Ferrière     | 20 268   |
| Roissy-en-Brie        | 22 321   |
| Lagny-sur-Marne       | 20 236   |
| Fontainebleau         | 14 708   |
| Montereau-Fault-Yonne | 16 681   |

## Galéria

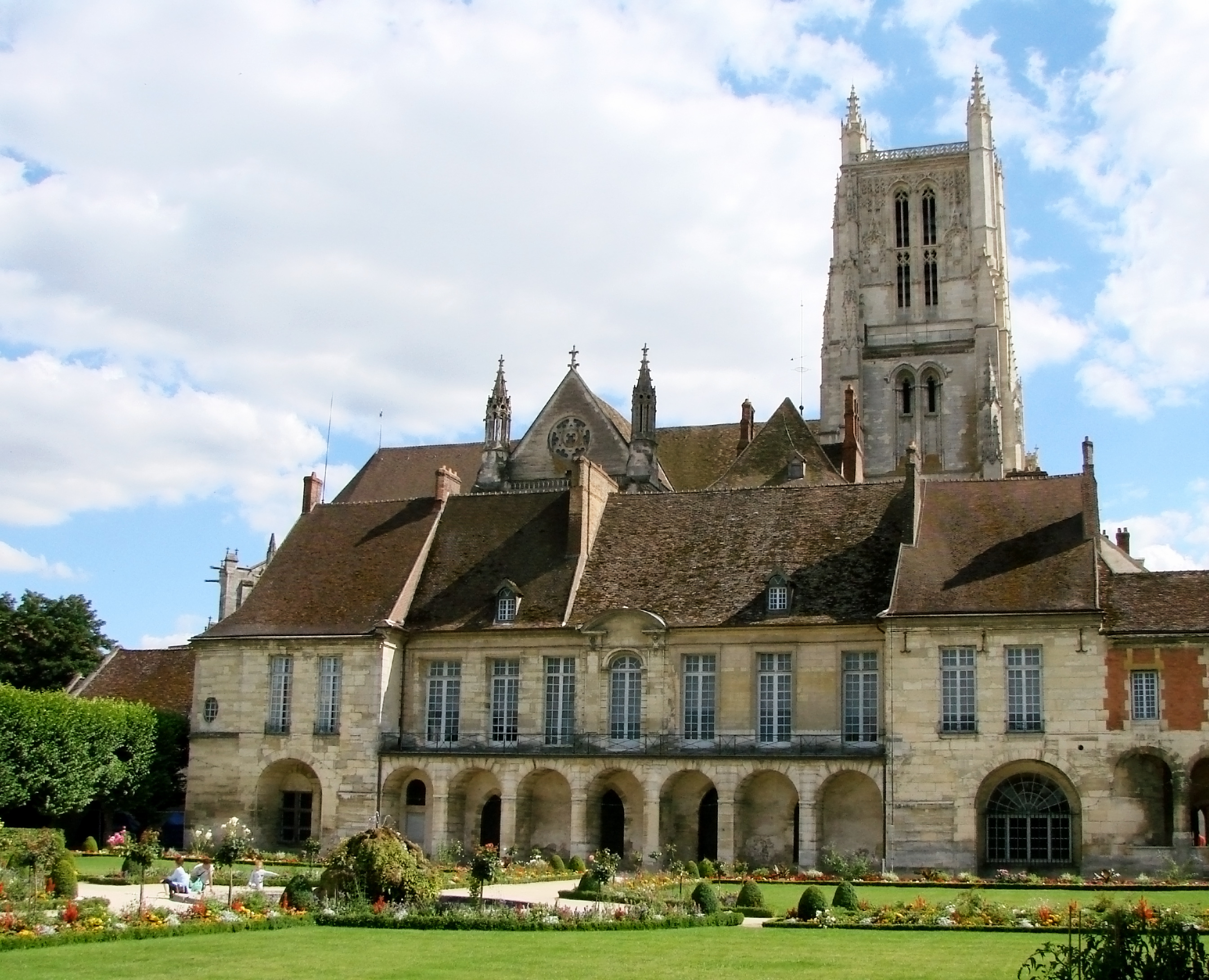
Meaux
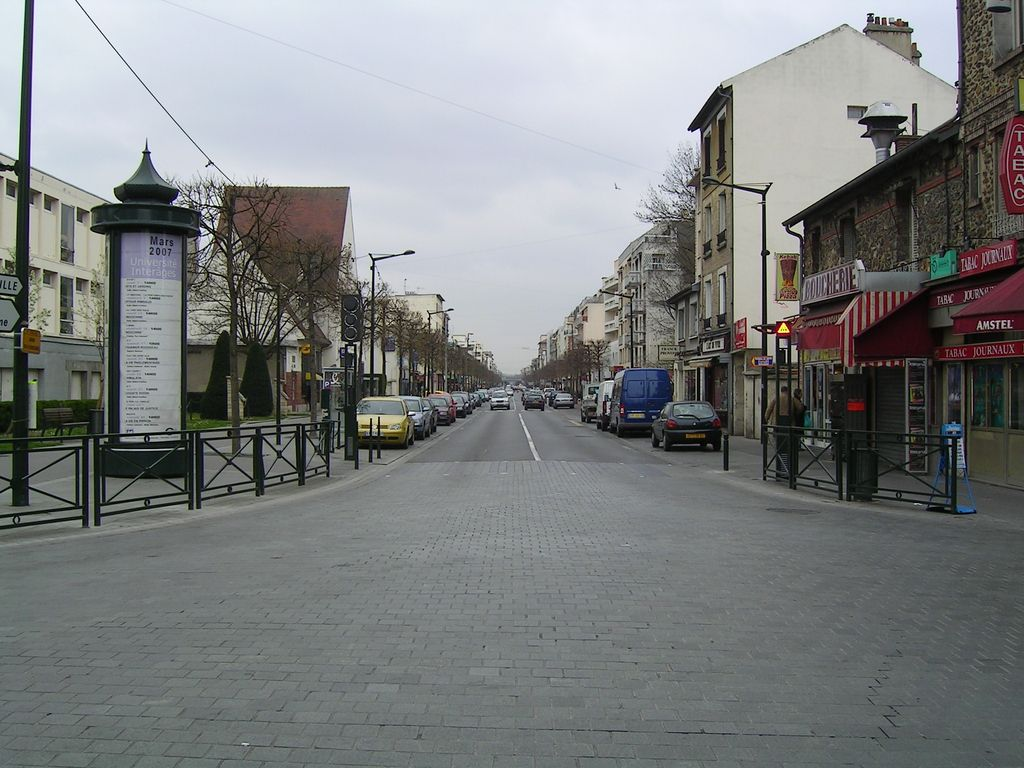
Chelles
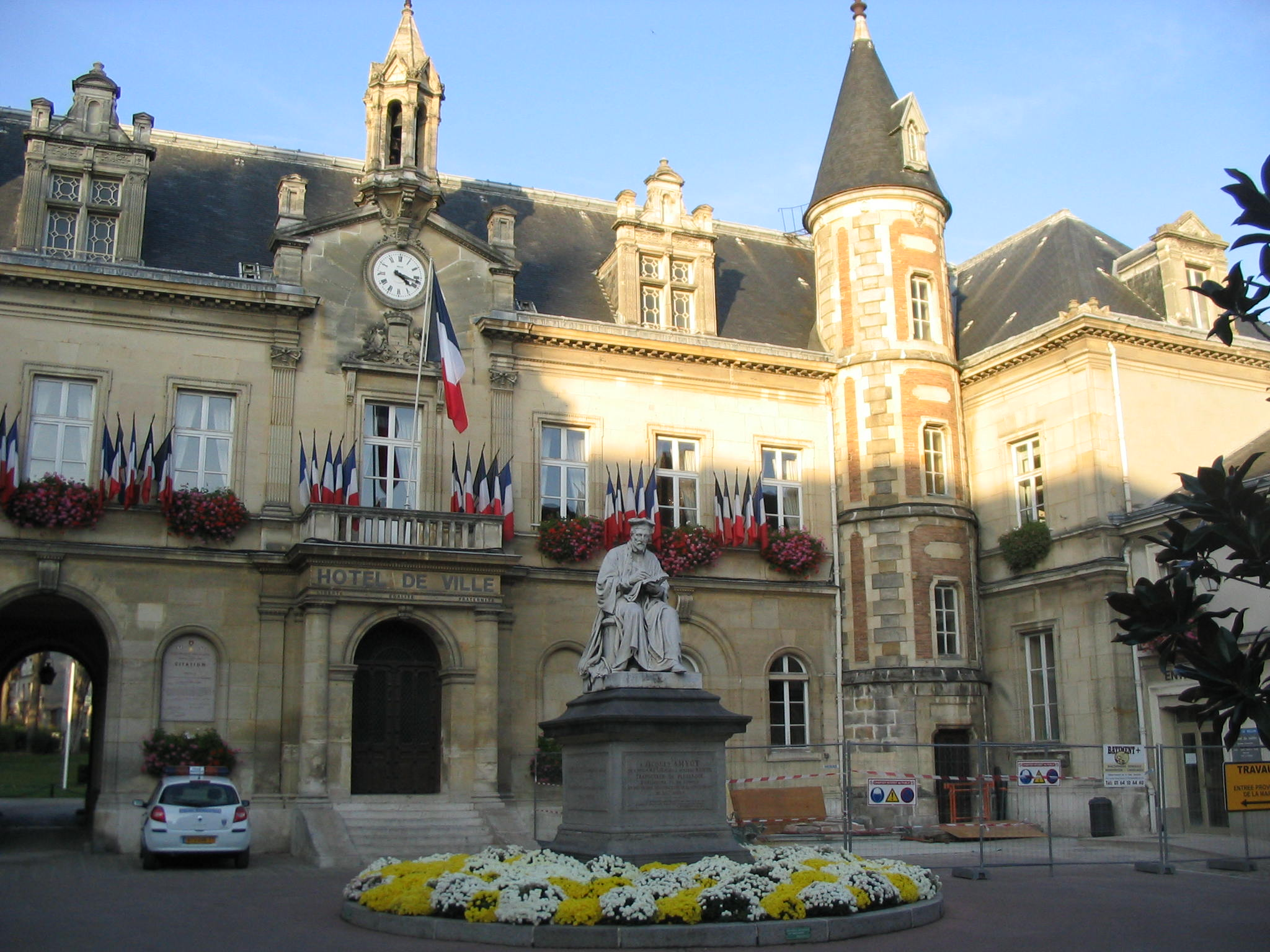
Melun
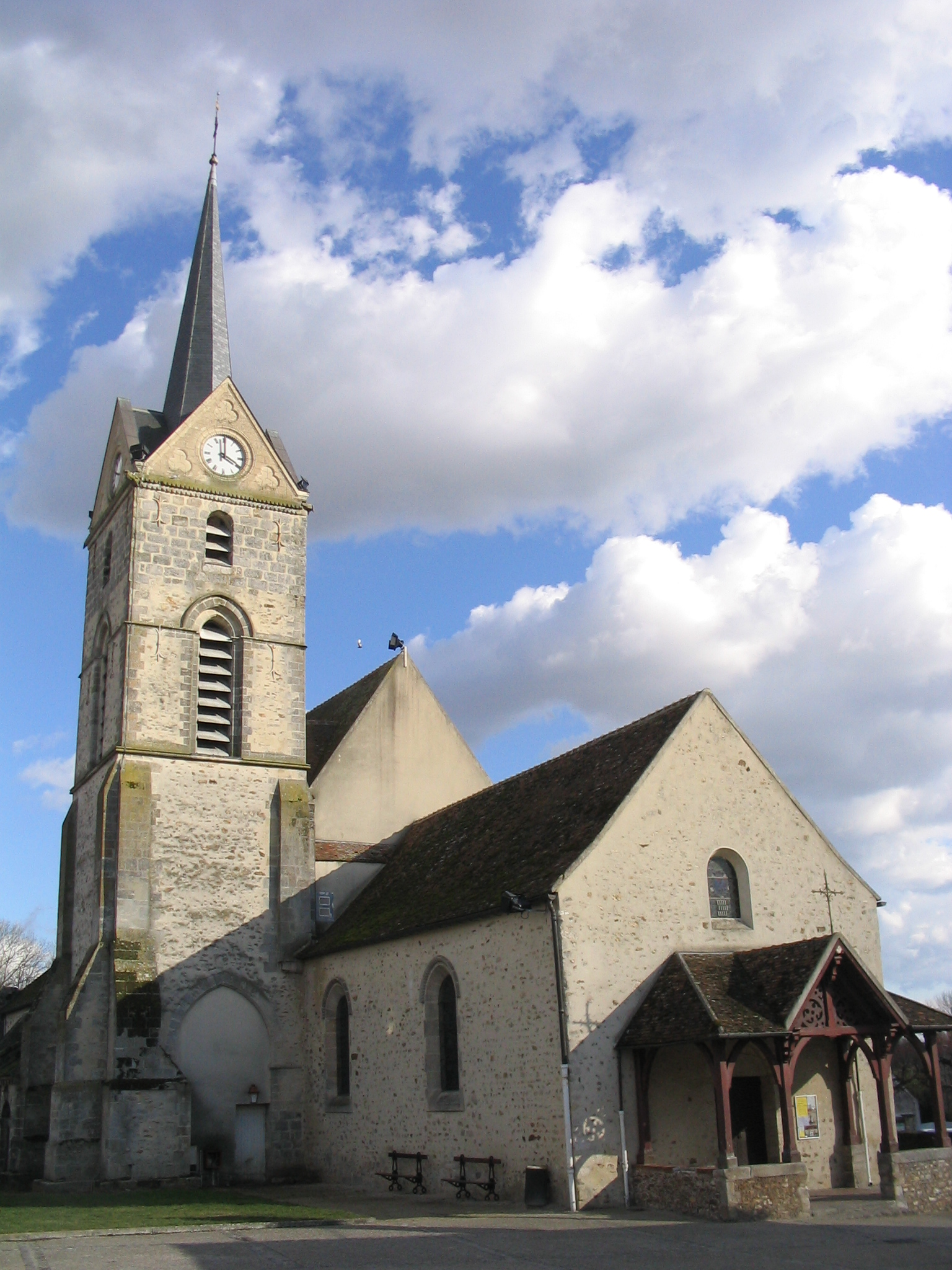
Savigny-le-Temple